# خوان ديفيد دياز
خوان ديفيد دياز (بالإسبانية: Juan David Díaz)‏ (27 أغسطس 1987 بكولومبيا - ) هو لاعب كرة قدم كولومبي في مركز الدفاع. لعب مع Cortuluá ‏ وC.D. Juventud Independiente ‏ وBogotá F.C. ‏.

## وصلات خارجية
- خوان ديفيد دياز على موقع قاعدة بيانات كرة القدم.إي يو (الإنجليزية)